# IJzerkwarts
IJzerkwarts is een kwartsvariëteit die bruingekleurd is. Dit komt door onzuiverheden van ijzermineralen, zoals goethiet en limoniet. Het mineraal komt op vele plaatsen over de hele wereld voor. In tegenstelling tot andere kwartsvariëteiten wordt, vanwege de onaantrekkelijke kleur, ijzerkwarts niet gebruikt als edelsteen.